# Química de la atmósfera

Diagrama de las sustancias químicas y procesos de transporte relacionados con la composición de la atmósfera.

La química de la atmósfera es una rama de las ciencias de la atmósfera en la que se estudian los procesos químicos que tienen lugar en la atmósfera de la Tierra y de otros planetas. Se caracteriza por la enorme dilución de las sustancias presentes en ella y por la influencia de las radiaciones presentes sobre dichas sustancias.
Es un campo multidisciplinar de investigación y está conectada con la química ambiental, la física, la meteorología, los modelos informáticos, la oceanografía, la geología, la vulcanología y otras disciplinas. La investigación en este campo está también muy conectada con otras áreas de estudio como la climatología.
Algunos ejemplos de temas que han sido estudiados por la química de la atmósfera son la lluvia ácida, el smog fotoquímico y el calentamiento global. La química atmosférica trata de entender las causas de estos problemas y, tras obtener una comprensión teórica de los mismos, encontrar soluciones posibles que puedan ser comprobadas y evaluar los efectos de los cambios en las políticas gubernamentales.
La composición y la química de la atmósfera terrestre son importantes por varias razones, pero principalmente por las interacciones entre la atmósfera y los organismos vivos. La composición de la atmósfera terrestre cambia como resultado de procesos naturales como las emisiones de los volcanes, los rayos y el bombardeo por partículas solares de la corona. También ha sido modificada por la actividad humana y algunos de estos cambios son perjudiciales para la salud humana, los cultivos y los ecosistemas. Algunos ejemplos de problemas a los que se ha enfrentado la química atmosférica son la lluvia ácida, el agotamiento de la capa de ozono, el smog fotoquímico, los gases de efecto invernaderoes y el calentamiento global. Los químicos atmosféricos tratan de comprender las causas de estos problemas y, al obtener una comprensión teórica de los mismos, permiten poner a prueba posibles soluciones y evaluar los efectos de los cambios en la política gubernamental.

## Composición de la atmósfera
| Composición media del aire atmosférico seco, en % en volumen | Composición media del aire atmosférico seco, en % en volumen |                                  |
| ------------------------------------------------------------ | ------------------------------------------------------------ | -------------------------------- |
| Gas                                                          | según NASA                                                   |                                  |
| Nitrógeno, N2                                                | 78.0840%                                                     |                                  |
| Oxígeno, O2                                                  | 20.946%                                                      |                                  |
| Argón, Ar                                                    | 0.934%                                                       |                                  |
| Constituyentes menores (en ppm)                              |                                                              |                                  |
| Neón, Ne                                                     | 18.18                                                        |                                  |
| Helio, He                                                    | 5.24                                                         |                                  |
| Metano, CH4                                                  | 1,7                                                          |                                  |
| Kriptón, Kr                                                  | 1,14                                                         |                                  |
| Hidrógeno, H2                                                | 0,55                                                         |                                  |
| Agua                                                         |                                                              |                                  |
| Vapor de agua                                                | Muy variable; típicamente, un 1%                             | Muy variable; típicamente, un 1% |

Notas: las concentraciónes de CO2 y CH4 varían con la estación meteorológica, y con el lugar geográfico. La masa molar media del aire es 28,97 g/mol.

Concentración Total de ozono en el hemisferio Sur (1957-2001) y agujero en la capa de ozono.

## Historia
Los antiguos griegos consideraban al aire como uno de los cuatro elementos, pero los primeros estudios científicos de la composición atmosférica comenzaron en el siglo XVIII. Químicos como Joseph Priestley, Antoine Lavoisier y Henry Cavendish hicieron las primeras medidas de la composición de la atmósfera. 
A finales del siglo XIX y comienzos del XX el interés se desplazó hacia los constituyentes que aparecían en concentraciones muy pequeñas. Un hito particularmente importante para la química atmosférica fue el descubrimiento del ozono por Christian Friedrich Schoenbein en 1840.
En el siglo XX, la ciencia atmosférica pasó de estudiar la composición del aire a considerar cómo habían cambiado con el tiempo las concentraciones de gases traza en la atmósfera y los procesos químicos que crean y destruyen los componentes del aire. Dos ejemplos especialmente importantes de esta cuestión fueron la explicación de cómo se crea y se mantiene la capa de ozono, obra de los astrónomos Sydney Chapman y Gordon Dobson, y la explicación de la niebla fotoquímica por Arie Jan Haagen-Smit. Estudios posteriores sobre la cuestión del ozono condujeron a la obtención del premio Nobel de Química en 1995 a Paul Crutzen, Mario Molina y Frank Sherwood Rowland.
En el siglo XXI el enfoque de estudio está cambiando de nuevo. La Química de la atmósfera se estudia cada vez más como una parte de las Ciencias de la tierra. En lugar de concentrarse sobre la química atmosférica de modo aislado, el enfoque ahora consiste en verlo como una parte de un sistema junto al resto de la atmósfera de la Tierra, la biosfera y la geosfera. Un hilo conductor especialmente importante para este enfoque lo forman las relaciones entre la química y el clima, como los efectos del cambio climático sobre la recuperación del agujero de ozono y viceversa, y además la interacción de la composición de la atmósfera con los océanos y ecosistemas terrestres.

## Metodología
Los tres elementos centrales para el estudio de la química atmosférica son las observaciones, las medidas de laboratorio y el estudio de modelos teóricos. El progreso en esta disciplina es debido a la interacción entre estos componentes que forman un todo completo. Por ejemplo, las observaciones pueden decirnos que existe más de un compuesto químico que previamente se había especulado su existencia. Esto estimulará nuevos modelos y estudios de laboratorio que incrementarán nuestra comprensión científica hasta el punto en que podamos explicar nuestras observaciones.

### Observación
Las observaciones de la química atmosférica son esenciales para nuestra comprensión. Observaciones rutinarias de la composición química nos hablan de los cambios en la composición atmosférica con el tiempo. Un ejemplo significativo de esto es la curva de Keeling - una serie de medidas desde 1958 hasta la actualidad que muestran un crecimiento continuo de la concentración de dióxido de carbono.

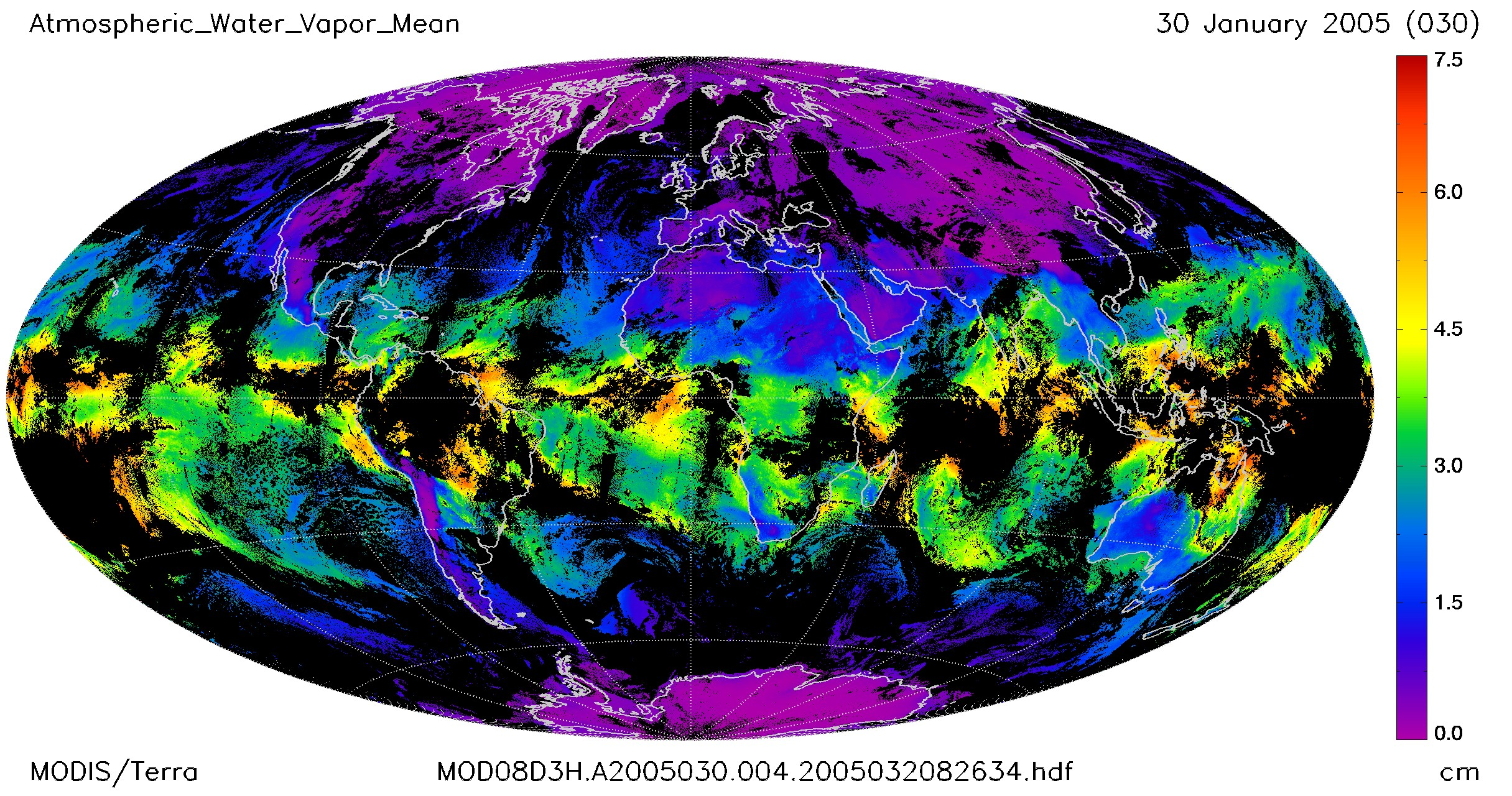
Diagrama del contenido de vapor en la atmósfera terrestre.

Estas observaciones se hacen desde observatorios como Mauna Loa y en plataformas móviles a bordo de aviones (como la Facility for Airborne Atmospheric Measurements del Reino Unido), barcos y globos. Las observaciones de la composición de la atmósfera se hacen cada vez más desde satélites  como el European Remote Sensing Satellite que portan instrumentos como el Global Ozone Monitoring Experiment (GOME) y  el Measurements of Pollution in the Troposphere (MOPITT) que nos dan una imagen global de la contaminación y la química del aire. Las observaciones en superficie tienen la ventaja de suministrar registros a largo plazo con gran resolución temporal pero están limitadas al espacio horizontal y vertical desde el que se realizan dichas observaciones. Algunos instrumentos con base en la superficie de la Tierra como LIDAR pueden suministrar perfiles de concentración de sustancias químicas y aerosoles pero están restringidos todavía a la región que pueden cubrir. Muchas observaciones están disponibles en línea en las bases de datos observacionales de química atmosférica.

### Medidas de laboratorio
Las medidas hechas en laboratorio son esenciales para nuestra comprensión de las fuentes y sumideros de contaminantes y compuestos presentes en la naturaleza. Los estudios de laboratorio nos dicen qué gases reaccionan con otros y con qué velocidad reaccionan. Las medidas de interés incluyen reacciones en fase gaseosa, sobre superficies y en el agua. La fotoquímica también es importante para cuantificar la velocidad con la que la luz del Sol divide a las moléculas, los productos que se forman y algunos datos termodinámicos como los coeficientes de la ley de Henry.

### Modelos
Para resumir y comprobar la comprensión teórica de la química de la atmósfera, se usan modelos informáticos, como los modelos de transporte químico.  Los modelos numéricos resuelven las ecuaciones diferenciales que gobiernan las concentraciones de sustancias químicas. Pueden ser muy simples o muy complicados.

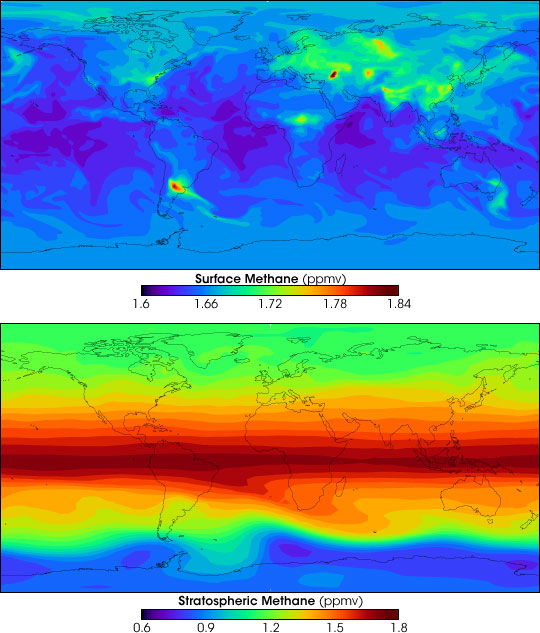
Dos modelos informáticos que muestran la concentración de metano en la atmósfera, al nivel de la superficie y en la estratosfera.

En los modelos numéricos hay que compensar el número de sustancias y reacciones químicas contempladas frente a la representación del transporte y mezcla en la atmósfera. Por ejemplo, un modelo de caja podría incluir cientos o incluso miles de reacciones químicas pero solo representará de un modo muy somero los procesos de mezcla en la atmósfera. En contraste, los modelos 3D representan muchos de los procesos físicos de la atmósfera pero, debido a limitaciones de los recursos informáticos, contemplarán muy pocas reacciones y compuestos químicos. Los modelos pueden usarse para interpretar observaciones, comprobar la comprensión de las reacciones químicas y predecir las concentraciones de compuestos químicos en la atmósfera. Un enfoque importante de actualidad consiste en convertir los módulos de química atmosférica en una parte de los modelos del sistema global terrestre en los que se pueden estudiar los enlaces o relaciones entre clima, composición atmosférica y la biosfera. 
Algunos modelos se construyen con generadores de código automático como Autochem o Kinetic PreProcessor. En este acercamiento se elige un conjunto de constituyentes y un generador de código automático seleccionarán las reacciones que afectan a esos constituyentes en un catálogo de bases de datos de reacciones. Una vez que se han elegido las reacciones, las ecuaciones diferenciales ordinarias que describen su evolución en el tiempo se construyen de modo automático.

## Procesos químicos en la troposfera
La troposfera es la región inferior de la atmósfera y en ella tienen lugar algunos procesos básicos como:
- Ciclo fotoquímico básico del NO2, NO y ozono (O3)

{\displaystyle NO_{2}\ {\xrightarrow {h\nu }}\ NO+O}
{\displaystyle O_{2}\,+\,O\,+\ M\longrightarrow O_{3}\,+\ M\quad donde\,M=O_{2},\,N_{2},\,CO_{2}}
y por último
{\displaystyle O_{3}\,+\,NO\,\longrightarrow O_{2}\,+\,NO_{2}}

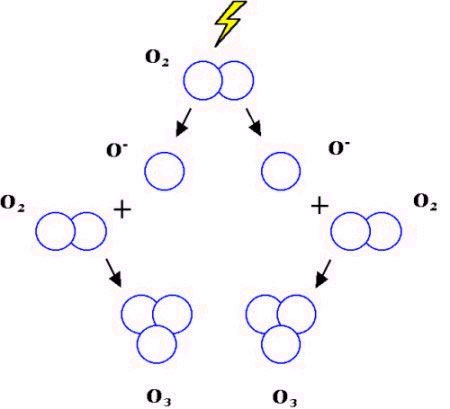
Formación del ozono.

- Fotólisis del ozono y formación del radical OH·

{\displaystyle O_{3}\ {\xrightarrow {h\nu }}\ O_{2}\,+\,O}
{\displaystyle O\,+\,H_{2}O\,\longrightarrow 2\,OH\cdot }
{\displaystyle O_{2}\,+\,O\,+\ M\longrightarrow O_{3}\,+\ M\quad donde\,M=O_{2},\,N_{2},\,CO_{2}}
- Formación del radical NO3: A partir del radical OH· se forman los ácidos nítrico y nitroso.

{\displaystyle OH\cdot \,+\,NO_{2}\,\longrightarrow HONO_{2}}
{\displaystyle OH\cdot \,+\,NO\,\longrightarrow HONO}
- Procesos en los que se oxida el monóxido de carbono, CO.

- Oxidación del metano, CH4.

- Degradación de compuestos orgánicos volátiles, COV: 
  - alcanos, alquenos, alquinos, hidrocarburos aromáticos y compuestos carbonilo.
  - radicales alquilo, hidroperoxilo, alquilperoxi y alcoxilo.

- Reacciones de otros compuestos nitrogenados inorgánicos y orgánicos:
  - Amoníaco.
  - ácidos nitroso y nítrico.
  - compuestos orgánicos de nitrógeno.

- Reacciones de compuestos de azufre:
  - Óxidos de azufre.
  - Oxoácidos de azufre (lluvia ácida)

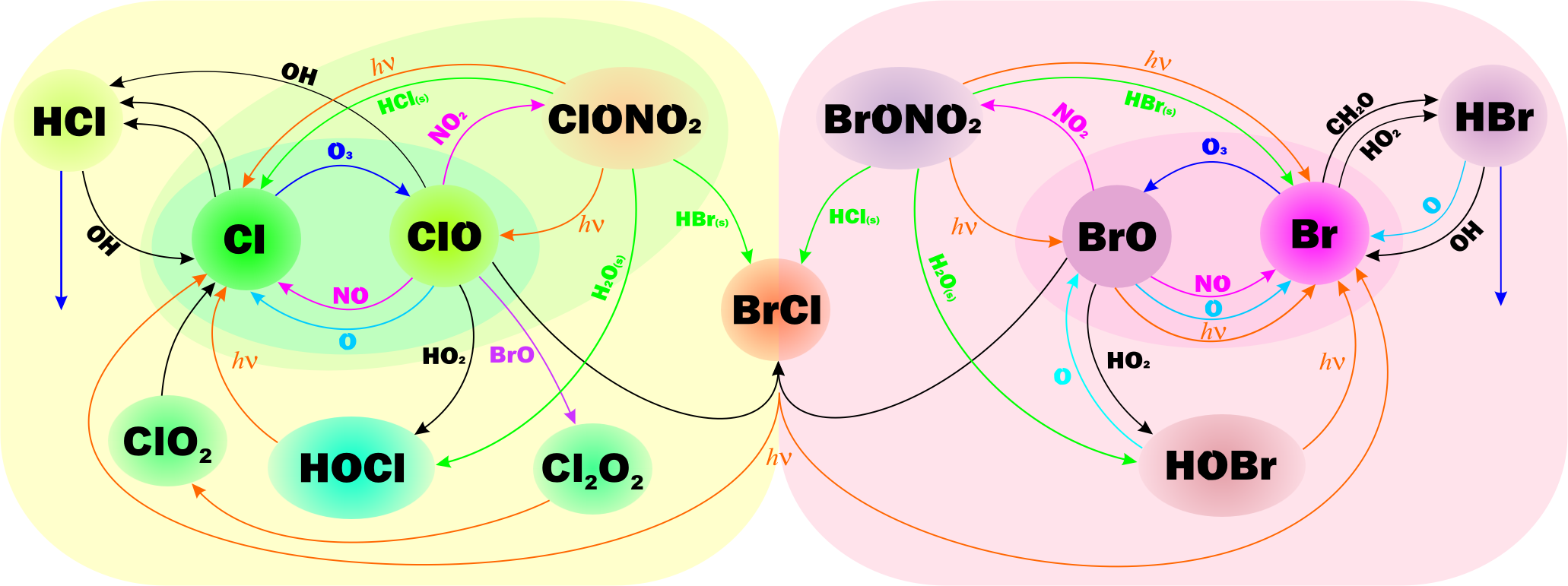
Química de los halógenos en la estratosfera.

## Procesos químicos en la estratosfera
El ozono es el gas más interesante desde el punto de vista químico en la estratosfera.
- Producción de ozono: mecanismo de Chapman (Ciclo de Chapman). [8]

- Destrucción de ozono: ciclos catalíticos.

- Reacciones entre halógenos

### En español
- Brown, Theodore L.; Bursten, Bruce E.; Burdge, Julia R. (2004). Química: la ciencia central. Pearson Educación. ISBN 970-26-0468-0 Cap. 18.
- Baird, Colin. (2001). Química ambiental. Editorial Reverté. ISBN 84-291-7902-X Parte I: cap. 1 a 5.
- Martínez Ataz, Ernesto; Díaz de Mera Morales, Yolanda. (2004). Contaminación atmosférica. Ediciones de la Universidad de Castilla-La Mancha. ISBN 8484273245

### En inglés
- Wayne, Richard P. (2000). Chemistry of Atmospheres (3rd Ed.). Oxford University Press. ISBN 0-19-850375-X
- Seinfeld, John H.; Pandis, Spyros N. (2006). Atmospheric Chemistry and Physics - From Air Pollution to Climate Change (2nd Ed.). John Wiley and Sons, Inc. ISBN 0-471-82857-2
- Finlayson-Pitts, Barbara J.; Pitts, James N., Jr.; (2000) Chemistry of the Upper and Lower Atmosphere. Academic Press. ISBN 0-12-257060-X
- Warneck, Peter (2000). Chemistry of the Natural Atmosphere (2nd Ed.). Academic Press. ISBN 0-12-735632-0
- Brasseur, Guy P.; Orlando, John J.; Tyndall, Geoffrey S. (1999). Atmospheric Chemistry and Global Change. Oxford University Press. ISBN 0-19-510521-4

### En español
- Química de la atmósfera (enlace roto disponible en Internet Archive; véase el historial, la primera versión y la última). (presentación en formato pdf)
- Química atmosférica en la troposfera terrestre.
- Química de la atmósfera. Archivado el 5 de marzo de 2018 en Wayback Machine.

### En inglés
- WMO Scientific Assessment of Ozone Depletion: 2006
- IGAC The International Global Atmospheric Chemistry Project
- Paul Crutzen Interview Freeview video of Paul Crutzen Nobel Laureate for his work on decomposition of ozone talking to Harry Kroto Nobel Laureate by the Vega Science Trust.
- The Cambridge Atmospheric Chemistry Database is a large constituent observational database in a common format.
- Environmental Science Published for Everybody Round the Earth
- NASA-JPL Chemical Kinetics and Photochemical Data for Use in Atmospheric Studies
- Kinetic and photochemical data evaluated by the IUPAC Subcommittee for Gas Kinetic Data Evaluation
- Atmospheric Chemistry Glossary at Sam Houston State University
- Tropospheric chemistry
- Calculators for use in atmospheric chemistry Archivado el 9 de diciembre de 2010 en Wayback Machine.
- An illustrated elementary assessment of the composition of air.

- Datos: Q287919
- Multimedia: Atmospheric chemistry / Q287919